# 悠幻
「悠幻」（ゆうげん）は、2020年10月14日に発売されたael-アエル-の3rdシングル。

## 概要
メンバーは有光陽稀、雫月LEE、日和乃愛、綾目夏向。
日和乃愛にとってのラストシングル。

## 収録曲
テイチクレコード公式サイト内の紹介ページによる。

### 初回限定盤A
CD
1. 悠幻
  - 作詞・作曲：金子麻友美
  - 作曲：夢見クジラ
  - 編曲：大沢圭一
2. DANCIN' ALL RIGHT
  - 作詞・作曲・編曲：大沢圭一

DVD
- 「悠幻」Music Video

### 初回限定盤B
CD
1. 悠幻
2. DANCIN' ALL RIGHT

DVD
- 「悠幻」MVメイキング映像

### 通常盤
1. 悠幻
2. DANCIN' ALL RIGHT
3. ユズリハ
  - 作詞：金子麻友美
  - 作曲：MIKOTO
  - 編曲：大沢圭一
4. 悠幻（Instrumental）
5. DANCIN' ALL RIGHT（Instrumental）
6. ユズリハ（Instrumental）